# 施設 (仏教用語)
施設（せせつ、梵: prajñapti, プラジュニャプティ、巴: paññatti, パンニャッティ）とは、仏教で「仮の指定・設定」といった原義の語であり、「概念」を意味する語。仮設・仮説（けせつ）、説仮（せつけ）、仮名（けみょう）等とも。
下述するように、仏教では、ギリシア哲学（例えば、プラトンの『クラテュロス』の議論や、ユークリッドの『原論』における定義のあり方など）にも見られるように、言葉や概念は、社会的・世俗的な約束事として、仮に設定しているものに過ぎないという発想が、少なくとも部派仏教の段階では既に確立していた。そしてこれは、「二諦論」における片方の「世俗諦」（世俗・人間社会の真理）とも結合したものでもあり、仏教が主張する「世界の実相」としての「勝義諦」（真諦）と、対を成すものでもあった。

## 歴史

### 部派仏教
説一切有部の初期の論書（アビダルマ）である『六足論』の中には、概念説明論としての『施設論』（せせつろん、梵: Prajñapti-śāstra, プラジュニャプティ・シャーストラ）がある。
分別説部、すなわち南伝上座部仏教に伝承される『パーリ語仏典』の論蔵にも、概念説明論としての『人施設論』（じんせせつろん、巴: Puggala-paññatti, プッガラ・パンニャッティ）が含まれている。
また、大衆部から分岐した部派の中には、その名もずばり「説仮部」（せつけぶ、梵: Prajñaptivāda, プラジュニャプティヴァーダ）という部派がある。

### 大乗仏教
大乗仏教においては、中観派の祖・ナーガールジュナ（龍樹）によって、「相依性」（そうえしょう）に則った「無自称」「法空」、すなわち「法（ダルマ）すらも仮のもの」という考えが主張されたため、仮説（けせつ）・仮名（けみょう）と看做される領域が一挙に拡大・普遍化された。
その主張は、『中論』の、第24章18詩である、
「衆因縁生（因縁所生）の法、我即ち是れ無（空）なりと説く。亦た是れ仮名と為す。亦是れ中道の義なり。」

（どんな縁起の法でも、それを我々は空と説く。それは仮に設けられたものであって、それはすなわち中道である。）
に象徴的に示されている。